# Weijia
Weijia (kinesiska: 魏家乡, 魏家) är en socken i Kina. Den ligger i provinsen Sichuan, i den sydvästra delen av landet, omkring 360 kilometer nordost om provinshuvudstaden Chengdu. Antalet invånare är 7 822. Befolkningen består av 4 029 kvinnor och 3 793 män. Barn under 15 år utgör 28,0 %, vuxna 15-64 år 60 %, och äldre över 65 år 11,0 %.
Genomsnittlig årsnederbörd är 1 660 millimeter. Den regnigaste månaden är september, med i genomsnitt 325 mm nederbörd, och den torraste är december, med 10 mm nederbörd.